# Іст-Бенд (Північна Кароліна)
Іст-Бенд (англ. East Bend) — місто (англ. town) в США, в окрузі Ядкін штату Північна Кароліна. Населення — 634 особи (2020).

## Географія
Іст-Бенд розташований за координатами 36°13′3″ пн. ш. 80°30′32″ зх. д. / 36.21750° пн. ш. 80.50889° зх. д. (36.217472, -80.508899).  За даними Бюро перепису населення США в 2010 році місто мало площу 3,36 км², з яких 3,34 км² — суходіл та 0,01 км² — водойми.

## Демографія
Згідно з переписом 2010 року, у місті мешкало 612 осіб у 253 домогосподарствах у складі 177 родин. Густота населення становила 182 особи/км².  Було 296 помешкань (88/км²).
Расовий склад населення:
| - 93,3 % — білих - 1,3 % — чорних або афроамериканців - 0,2 % — вихідців з тихоокеанських островів - 3,9 % — осіб інших рас |

До двох чи більше рас належало 1,3 %. Частка іспаномовних становила 4,9 % від усіх жителів.
За віковим діапазоном населення розподілялося таким чином: 25,2 % — особи молодші 18 років, 59,6 % — особи у віці 18—64 років, 15,2 % — особи у віці 65 років та старші. Медіана віку мешканця становила 39,4 року. На 100 осіб жіночої статі у місті припадало 93,7 чоловіків;  на 100 жінок у віці від 18 років та старших — 90,8 чоловіків також старших 18 років.
Середній дохід на одне домашнє господарство  становив 47 994 долари США (медіана — 41 146), а середній дохід на одну сім'ю — 57 853 долари (медіана — 44 531). Медіана доходів становила 36 250 доларів для чоловіків та 40 917 доларів для жінок. За межею бідності перебувало 7,8 % осіб, у тому числі 8,8 % дітей у віці до 18 років та 7,5 % осіб у віці 65 років та старших.
Цивільне працевлаштоване населення становило 230 осіб. Основні галузі зайнятості: освіта, охорона здоров'я та соціальна допомога — 27,8 %, виробництво — 20,4 %, транспорт — 11,3 %, будівництво — 10,9 %.